# 姫ゆりあ
姫 ゆりあ（ひめ ゆりあ、1999年〈平成11年〉2月6日 - ）は、日本の女性プロレスラー、グラビアアイドル。栃木県宇都宮市出身。スターダム所属。

## 来歴

### グラビアアイドル
中学時代に陸上を経験し、高校時代はサッカー部のマネジャー。高校卒業後にモデルを目指す。その過程で『ミスヤングチャンピオン』のオーディションに応募したのがきっかけで芸能界入り。「天然とちおとめ」「よもゆり」のキャッチフレーズでアイドルとグラビア活動を開始。
- 2017年、「第8回ミスヤングチャンピオン」ファイナリストとなる。[5]
- 2018年、「ミスプレミア2016-17（SHOWROOM）」オーディションで発足したアイドルユニット「あと3センチ」に加入。「サンスポGoGoクイーン」ファイナリストとなる。
- 2020年、「ミスプレミア2020（SHOWROOM）」準グランプリを獲得。
- 2021年、「第3代ミスプレミアグランプリ（SHOWROOM）」フォトジェニック賞を獲得。7月には1st DVD「いちご娘は大人な顔して、まだ何も知らない」（ギルド）をリリース。[6]
- 2022年11月30日、2stイメージDVD「よもゆり日和」（スパイスビジュアル）をリリース。ソフマップAKIBAパソコン・デジタル館で発売記念イベントを開催。
- 2021年4月18日、新宿アルタKeyStudioでの「黒咲もあ生誕&あと3センチ復活ライブ」で「あと3センチ」が一夜復活。
- 2023年4月1日、新宿アルタKeyStudioでの「もう会うのは最後だよ、集まれ愉快な仲間たち〜あと3センチ復活ライブ〜」でグループの活動を再開。
- 2023年6月23日、3stイメージDVD「一つになりたい」（竹書房）をリリース。[7]
- 2023年11月、自身のInstagramでグラビアアイドル活動の卒業と、新たな挑戦として女子プロレス団体新人オーディション合格を報告。

### プロレスラー
2023年
- グラビアアイドル活動を経て、両親の反対を押し切ってプロレスラーになる決意を固め、夏のスターダム新人オーディションに合格。同年12月にスターダムに入門した[8]。

2025年
- 1月26日、『STARDOM AWARD 2024 in TAKADANOBABA～Day2』高田馬場大会で憧れである舞華を対戦相手に指名しデビュー戦を行う。最後は9分7秒、片羽絞めで舞華に敗れた[1]。
- 2月24日、『STARDOM Path of Thunder 2025』地元・宇都宮での凱旋試合でスターダムのアイコン・岩谷麻優とシングルマッチ。善戦するも、スタンディング式ドラゴンスリーパーで岩谷に敗北。
- 3月29日、『STARDOM in TOKOROZAWA 2025 Mar.』でスターダム退団とアメリカAEW入団が決定した白川未奈と対戦。白川は試合後のマイクで「コスチュームを１着売ってください」と言われたことを明かし「先輩だからお金は取れないので。今日着たこのコスチュームをあなたにプレゼントするから、このコスチューム着てスターダムのベルト巻いてる姿、見せてください」と約束する[9][10]。
- 7月4日、『NEW BLOOD 23』TOKYO SQUARE in Itabashi大会で向後桃とのタッグ（Peach & Lily）で月山和香＆HANAKO（Rice or Bread）の持つNEW BLOODタッグ王座に挑戦するも敗北。
- 7月21日、『STARDOM SAPPORO RENDEZVOUS 2025』札幌大会にて、鉄アキラと5★STAR GP 2025 出場者決定戦で対戦。アームロック式首4の字固めでアキラからギブアップを奪い、自力初勝利を挙げるとともに『5★STAR GP 2025』への出場権を得た。[11]
- 8月17日、「STARDOM 5★STAR GP 2025」浜松大会で飯田沙耶に敗北しリーグ戦全敗。試合後、マイクを持った飯田は「ゆりあ、てめえは結果出してからって言ってたけど、いつ出すんだよ。今じゃねえのかよ？じゃあてめえに断る権利はねえぞ。私たちがゆりあを変える。だからてめえは強制的にSTARS入りだ」と熱く呼びかけ、STARSへの正式加入が決定[12]。

## 人物
- 憧れの選手は白川未奈、舞華、リア・リプリー。
- 趣味は散歩、お菓子作り、東京ディズニーランド。
- 好きな食べ物は宇都宮餃子、寿司、ラーメン。
- 好きな有名人はBLACKPINK、SEVENTEEN、安室奈美恵。
- 座右の銘は「とりあえずやってみる」
- 特技はHIP HOP、キックボクシング、お尻で割り箸を割る[13]。
- プロレスで初めて観戦したのは、2018年5月にプロレス好きの両親に連れられて来たDRAGON GATEの宇都宮大会[14]。
- スターダム新人オーディションの自己PR審査では、Ｙ字バランス開脚と尻字、割り箸を尻で割る『一発芸』を披露して合格した[15]。
- リングネームは自分で考えて決定。自分の一人称である「ゆりあ」は変えたくなかったのでそのままとし、女性らしいリングネームにしようと思って「姫」を付けた。アイドル時代のニックネームだった「よもゆり」も考えていたが、同じスターダムの先輩のなつぽいの名とかぶってしまうような気がしたので外したという[14]。
- 自称「めっちゃビッグマウス」。スターダム社長の岡田太郎からも夢と野望が大きいと評価されている。
- グラビアアイドルを経てプロレスラーになった白川未奈について「こんなかわいい人がプロレスラーにいるんだ、と驚きました。そして自分と同じ仕事をしていたことに、親近感を持ちました」と語っている[16]。
- 夢はスターダムのエースになって東京ドーム大会のメインイベントで同期の鉄アキラと「髪切りデスマッチ」で戦う[17]。
- ギロチン・ドロップとビッグ・ブーツは、中野たむから「ゆりあは脚が長くフォームが綺麗に見える」とアドバイスを貰い、デビュー戦から使い続けている。

## 得意技
アームロック式首4の字固め
シャイニング・ギロチンドロップ
ギロチン・ドロップ
ビッグブーツ
背面ドロップキック
デビルズ・キス
相手の頭を膝と尻で挟み込んで四つん這いになり、連続でマットに叩きつける。ステファニー・バッケルと同型。

## 入場曲
REIGN
初代入場曲。スターダムアプリから視聴できる。

## メディア出演

### テレビ
- 「あたり前じゃねぇからな！TV」（2020年8月10日、TOKYO MX）
- 「よもゆり日和」（アイドル専門チャンネルPigoo）
- 「イブ6プラス」（2025年2月18日、とちぎテレビ）
- 「ゴールデンドリーム」（2025年5月14日、テレビ朝日）

### ウェブテレビ
- 「透明彼女 season10」第5話（カンテレドーガ、U-NEXT）

## アイドルユニット活動
| 年度                   | ユニット名  | 他メンバー                             |
| ---------------------- | ----------- | -------------------------------------- |
| 2018年12月 -2019年12月 | あと3センチ | 和泉美沙希、潮田ひかる、いけながあいみ |

## 作品

### 雑誌・グラビア
- 月刊キスカ （2020年2月号、竹書房）
- ヤングチャンピオン（2020年7月28日号、秋田書店）
- ヤングキング （2022年8号、少年画報社）
- ヤンマガWeb（2022年9月、講談社）

### DVD
- 蓬田結梨杏「いちご娘は大人な顔して、まだ何も知らない」（2021年6月17日、ギルド）
- 蓬田結梨杏「よもゆり日和」（2022年11月30日、スパイスビジュアル）
- 蓬田結梨杏「一つになりたい」（2023年6月23日、竹書房）

### 写真集
- 蓬田結梨杏「よもゆり日和」（2023年3月12日、スパイスビジュアル）
- 蓬田結梨杏「Kiss You」（2023年4月13日、スパイスビジュアル）
- 蓬田結梨杏「天然おとめ」（2024年2月2日、Bamboo e-Book）